# Ogura Masatsune

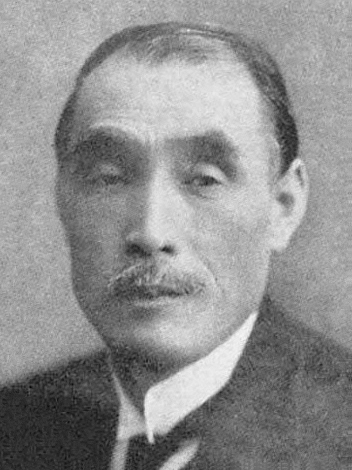
Ogura Masatsune

Ogura Masatsune (japanisch 小倉正恒; geboren 22. März 1875 in Kanazawa (Präfektur Ishikawa); gestorben 20. November 1961) war ein japanischer Geschäftsmann und Finanzminister.

## Leben und Wirken
Ogura Masatsune wurde als ältester Sohn des ehemaligen Samurai des Kaga-Klans Ogura Masamichi (小倉正路) in der Stadt Kanazawa geboren. 1897 machte er seinen Studienabschluss an der Universität Tōkyō im Fach Englisches Recht. Er begann im Innenministerium zu arbeiten und wurde Berater der Präfektur Yamaguchi. 1899 wurde er von Szuzuki Masaya (鈴木馬左也), einem höheren Mitarbeiter der Sumitomo Corporation für diese angeworben. Ogura stieg innerhalb der Firma auf und wurde 1900 für zwei Jahre nach Europa und in die USA gesandt, um sich weiter zu bilden. 1930 wurde zum sechsten Generalmanager befördert. Er führte eine Modernisierung des Firmenkonglomerats durch, indem er verschiedene Zweige zu selbstständigen Firmen machte. 1941 verließ er die Firma und wurde Staatsminister im Kabinett Konoe II und Finanzminister im Kabinett Konoe III. Er war zu der Zeit auch Präsident der „Finanzkooperation in Kriegszeiten“.
Nach Ende des Pazifikkriegs 1945 wurde Ogura von allen öffentlichen Ämtern ausgeschlossen. Er wurde Vorsitzender der „Sekimonshin gakkai“ (石門心学会), einer Vereinigung, die sich mit einer Morallehre aus der Edo-Zeit befasst, Vorsitzender der „Gesellschaft zur Unterstützung des Vereins für geistige Bildung“ (修養団後援会, Shūyōdan kōenkai) und anderer Gesellschaften, die sich Moralfragen befassen.